# Mintobasuki
Mintobasuki is een bestuurslaag in het regentschap Pati van de provincie Midden-Java, Indonesië. Mintobasuki telt 1306 inwoners (volkstelling 2010).